# Tiffany Porter
Tiffany Adaeze Porter, z domu Ofili (ur. 13 listopada 1987 w Ypsilanti w stanie Michigan) – amerykańsko–brytyjska lekkoatletka, płotkarka.
Urodziła się w Stanach Zjednoczonych, ale posiada podwójne obywatelstwo amerykańsko–brytyjskie. Do 2010 reprezentowała Stany Zjednoczone, postanowiła jednak startować w barwach Wielkiej Brytanii. Zawodniczce nie groził okres karencji spowodowany zmianą barw narodowych, ponieważ od ostatniego startu w barwach USA na ogólnoświatowej imprezie minęły ponad 3 lata. W 2011 została halową wicemistrzynią Europy w biegu na 60 metrów przez płotki, a rok później zdobyła srebrny medal halowych mistrzostw świata na tym dystansie. W 2013 sięgnęła po brąz mistrzostw świata w Moskwie. Brązowa medalistka halowych mistrzostw świata w Sopocie (2014). W tym samym roku została wicemistrzynią igrzysk Wspólnoty Narodów oraz stanęła na najwyższym stopniu podium mistrzostw Europy. W marcu 2016 zdobyła swój drugi brąz halowych mistrzostw świata, natomiast podczas lipcowych mistrzostw Europy w Amsterdamie Brytyjka wywalczyła kolejny brązowy krążek.
Jej mąż (Jeff Porter) oraz siostra (Cindy Ofili) także uprawiają biegi płotkarskie.

## Osiągnięcia
- brązowy medal mistrzostw świata juniorów (bieg na 100 metrów przez płotki, Pekin 2006)[5]
- srebro mistrzostw NACAC (bieg na 100 metrów przez płotki, San Salvador 2007)[6]
- złoty medal młodzieżowych mistrzostw NACAC (bieg na 100 metrów przez płotki, Toluca 2008)[7]
- srebrny medal halowych mistrzostw Europy (bieg na 60 metrów przez płotki, Paryż 2011)
- srebro halowych mistrzostw świata (bieg na 60 metrów przez płotki, Stambuł 2012)
- brąz mistrzostw świata (bieg na 100 metrów przez płotki, Moskwa 2013)
- brązowy medal halowych mistrzostw świata (bieg na 60 metrów przez płotki, Sopot 2014)
- srebrny medal igrzysk Wspólnoty Narodów (bieg na 100 metrów przez płotki, Glasgow 2014)
- złoty medal mistrzostw Europy (bieg na 100 metrów przez płotki, Zurych 2014)
- 5. miejsce w finale mistrzostw świata (bieg na 100 metrów przez płotki, Pekin 2015)
- brąz halowych mistrzostw świata (bieg na 60 metrów przez płotki, Portland 2016)
- brąz mistrzostw Europy (bieg na 100 metrów przez płotki, Amsterdam 2016)
- wielokrotna mistrzyni NCAA
- złota medalistka mistrzostw Wielkiej Brytanii (2011)
- wielokrotna rekordzistka Wielkiej Brytanii[8]

W 2012 reprezentowała Wielką Brytanię na igrzyskach olimpijskich w Londynie, na których zajęła 4. miejsce w swoim biegu półfinałowym i nie awansowała do finału biegu na 100 metrów przez płotki. W 2016 podczas igrzysk olimpijskich w Rio de Janeiro zajęła 7. miejsce w biegu finałowym.

## Rekordy życiowe
- bieg na 100 metrów przez płotki – 12,51 (2014) do 2012 rekord Wielkiej Brytanii / 12,47w (2012)
- bieg na 50 metrów przez płotki (hala) – 6,83 (2012) rekord Wielkiej Brytanii
- bieg na 60 metrów przez płotki (hala) – 7,80 (2011) rekord Wielkiej Brytanii